# Le sorelle Munekata
Le sorelle Munekata (宗方姉妹, Munekata kyoudai) è un film del 1950, diretto da Yasujirō Ozu.

## Trama
Tokyo: Setsuko gestisce un bar insieme a sua sorella Mariko ed è legata, in un infelice matrimonio, a Ryosuke, un ingegnere disoccupato caduto vittima dell'alcolismo. La notizia della malattia del padre Tadachika, a cui resta meno di un anno da vivere, si aggiunge ai molti problemi che stanno condizionando la vita di Setsuko: l'attività va male e c'è bisogno di denaro per coprire le spese del locale, mentre suo marito, da quando ha perso il lavoro, è diventato intrattabile e violento. In visita a Kyoto alla casa del padre, Setsuko incontra Hiroshi, con cui era stata fidanzata anni prima; Hiroshi è ancora innamorato di lei, nonostante siano passati più di dieci anni dalla fine della loro storia e sarebbe ben felice di ricominciare a vederla e le presta del denaro per il bar. Mariko, stanca di assistere alle scenate dell'odiato cognato, preme intanto affinché sua sorella si decida a lasciarlo, salvo che, inaspettatamente, Ryosuke muore dopo poco tempo in seguito ad un infarto. Setsuko si incolpa ingiustamente di aver trascurato il marito e di essere lei la causa della sua morte; dopo il funerale, decide di rifiutare la proposta di Hiroshi di sposarla, scegliendo di vivere da sola.

## Curiosità
Il film viene citato nel romanzo L'eleganza del riccio di Muriel Barbery; inoltre, nella pellicola Il riccio (tratto proprio dal romanzo), due dei personaggi principali guardano la videocassetta de Le sorelle Munekata.